# Campeonato Mundial de Ciclismo em Pista de 2007
O CIV Campeonato Mundial de Ciclismo em Pista celebrou-se na Palma de Maiorca (Espanha) entre 29 de março e 1 de abril de 2007 baixo a organização da União Ciclista Internacional (UCI) e a Real Federação Espanhola de Ciclismo.
As competições realizaram-se no velódromo Palma Arena da capital balear. Ao todo disputaram-se 17 provas, 10 masculinas e 7 femininas.

## Calendário
| Dia   | Hora* | Evento                    | Tipo |
| ----- | ----- | ------------------------- | ---- |
| 29.03 | 20:05 | Perseguição ind.          | M    |
| 29.03 | 20:20 | Omnium                    | M    |
| 29.03 | 20:45 | Velocidade por eqs.       | F    |
| 29.03 | 21:15 | Velocidade por eqs.       | M    |
| 30.03 | 19:00 | Perseguição ind.          | F    |
| 30.03 | 20:00 | Perseguição por eqs.      | M    |
| 30.03 | 20:50 | Kerin                     | M    |
| 30.03 | 21:05 | Scratch 15 km             | M    |
| 31.03 | 17:15 | 500 m contrarrelógio      | F    |
| 31.03 | 18:35 | Carreira por pontos 40 km | M    |
| 31.03 | 19:45 | Velocidade ind.           | F    |
| 31.03 | 19:55 | Scratch 10 km             | F    |
| 01.04 | 15:00 | 1 km contrarrelógio       | M    |
| 01.04 | 16:10 | Madison 50 km             | M    |
| 01.04 | 17:50 | Carreira por pontos 25 km | F    |
| 01.04 | 18:20 | Velocidade ind.           | M    |
| 01.04 | 18:50 | Keirin                    | F    |

- (*) – Hora local de Palma de Mallorca (UTC +2)

## Países participantes
Participaram 302 cilcistas de 36 países (entre parênteses o número de ciclistas por país):
| - Alemanha (22) - Argentina (4) - Austrália (19) - Áustria (5) - Azerbaijão (1) - Bélgica (7) - Bielorrússia (4) - Canadá (4) - China (12) | - Colômbia (3) - Cuba (3) - Dinamarca (10) - Espanha (19) - Estados Unidos (7) - Finlândia (2) - França (18) - Grécia (7) - Hong Kong (1) | - Irlanda (1) - Itália (15) - Jamaica (2) - Japão (12) - Lituânia (8) - Malásia (3) - México (2) - Noruega (1) - Nova Zelândia (12) | - Países Baixos (17) - Polónia (7) - Reino Unido (18) - Chéquia (13) - Rússia (18) - Suíça (5) - Ucrânia (15) - Uzbequistão (2) - Venezuela (3) |

## Medalhistas

### Masculino
| Evento                          | Ouro                                                                                     | Prata | Bronze                                                                                       |
| ------------------------------- | ---------------------------------------------------------------------------------------- | --- | -------------------------------------------------------------------------------------------- |
| Velocidade individual (01.04)   | Theo Bos · Países Baixos                                                                 | Grégory Baugé · França                                                                                         | Mickaël Bourgain · França                                                                    |
| Velocidade por equipas (29.03)  | França · Grégory Baugé · Mickaël Bourgain · Arnaud Tournant · 43,830                     | Reino Unido · Ross Edgar · Chris Hoy · Craig MacLean · 43,832                                                  | Alemanha · Robert Förstemann · Maximilian Levy · Stefan Nimke · 44,240                       |
| Perseguição individual (29.03)  | Bradley Wiggins · Reino Unido ·                                                          | Robert Bartko · Alemanha · ALC                                                                                 | Sergi Escobar Roure · Espanha · 4.23,417                                                     |
| Perseguição por equipas (30.03) | Reino Unido · Edward Clancy · Geraint Thomas · Paul Manning · Bradley Wiggins · 3:57,468 | Ucrânia · Liubomyr Polataiko · Maxym Polishchuk · Vitali Popkov · Vitali Shchedov · Roman Kononenko · 4:03,280 | Dinamarca · Casper Jørgensen · Jens-Erik Madsen · Michael Mørkøv · Alex Rasmussen · 4:04,093 |
| 1 km contrarrelógio (01.04)     | Chris Hoy · Reino Unido · 1:00,999                                                       | François Pervis · França · 1:01,838                                                                            | Jamie Staff · Reino Unido · 1:02,074                                                         |
| Carreira por pontos (31.03)     | Joan Llaneras Roselló · Espanha · 76 pts.                                                | Iljo Keisse · Bélgica · 55 pts.                                                                                | Mijail Ignatiev · Rússia · 52 pts.                                                           |
| Scratch (30.03)                 | Wong Kam Po · Hong Kong                                                                  | Wim Stroetinga · Países Baixos                                                                                 | Rafał Ratajczyk · Polónia                                                                    |
| Keirin (30.03)                  | Chris Hoy · Reino Unido                                                                  | Theo Bos · Países Baixos                                                                                       | Ross Edgar · Reino Unido                                                                     |
| Madison (01.04)                 | Franco Marvulli · Bruno Risi · Suíça · 14 pts.                                           | Peter Schep · Danny Stam · Países Baixos · 13 pts.                                                             | Alois Kaňkovský · Petr Lazar · Chéquia · 11 pts.                                             |
| Omnium (29.03)                  | Alois Kaňkovský · Chéquia · 19 pts.                                                      | Walter Pérez · Argentina · 28 pts.                                                                             | Charles Bradley Huff · Estados Unidos · 37 pts.                                              |

### Feminino
| Evento                         | Ouro                                                      | Prata                                                   | Bronze                                             |
| ------------------------------ | --------------------------------------------------------- | ------------------------------------------------------- | -------------------------------------------------- |
| Velocidade individual (31.03)  | Victoria Pendleton · Reino Unido                          | Guo Shuang · China                                      | Anna Meares · Austrália                            |
| Velocidade por equipas (29.03) | Reino Unido · Victoria Pendleton · Shanaze Reade · 33,631 | Países Baixos · Yvonne Hijgenaar · Willy Kanis · 33,974 | Austrália · Kristine Bayley · Anna Meares · 33,810 |
| Perseguição individual (30.03) | Sarah Hammer · Estados Unidos · 3:30,213                  | Rebecca Romero · Reino Unido · 3:33,409                 | Katie Mactier · Austrália · 3:36,306               |
| 500 m contrarrelógio (31.03)   | Anna Meares · Austrália · 33,588 RM}}                     | Lisandra Guerra Rodríguez · Cuba · 34,015               | Natalia Tsylinskaya · Bielorrússia · 34,430        |
| Carreira por pontos (01.04)    | Katherine Bates · Austrália · 35 pts.                     | Mie Bekker Lacota · Dinamarca · 29 pts.                 | Catherine Cheatley · Nova Zelândia · 27 pts.       |
| Scratch (31.03)                | Yumari González Valdivieso · Cuba                         | María Luisa Cale · Colômbia                             | Adrie Visser · Países Baixos                       |
| Keirin (01.04)                 | Victoria Pendleton · Reino Unido                          | Guo Shuang · China                                      | Anna Meares · Austrália                            |

## Medalheiro
| Ordem | País           | Medalha de ouro | Medalha de prata | Medalha de bronze | Total |
| ----- | -------------- | --------------- | ---------------- | ----------------- | ----- |
| 1     | Reino Unido    | 7               | 2                | 2                 | 11    |
| 2     | Austrália      | 2               | 0                | 4                 | 6     |
| 3     | Países Baixos  | 1               | 4                | 1                 | 6     |
| 4     | França         | 1               | 2                | 1                 | 4     |
| 5     | Cuba           | 1               | 1                | 0                 | 2     |
| 6     | Espanha        | 1               | 0                | 1                 | 2     |
| 6     | Estados Unidos | 1               | 0                | 1                 | 2     |
| 6'    | Chéquia        | 1               | 0                | 1                 | 2     |
| 9     | Hong Kong      | 1               | 0                | 0                 | 1     |
| 9     | Suíça          | 1               | 0                | 0                 | 1     |
| 11    | China          | 0               | 2                | 0                 | 2     |
| 12    | Alemanha       | 0               | 1                | 1                 | 2     |
| 12    | Dinamarca      | 0               | 1                | 1                 | 2     |
| 14    | Argentina      | 0               | 1                | 0                 | 1     |
| 14    | Bélgica        | 0               | 1                | 0                 | 1     |
| 14    | Colômbia       | 0               | 1                | 0                 | 1     |
| 14    | Ucrânia        | 0               | 1                | 0                 | 1     |
| 18    | Bielorrússia   | 0               | 0                | 1                 | 1     |
| 18    | Nova Zelândia  | 0               | 0                | 1                 | 1     |
| 18    | Polónia        | 0               | 0                | 1                 | 1     |
| 18    | Rússia         | 0               | 0                | 1                 | 1     |
|       | TOTAL          | 17              | 17               | 17                | 51    |